# Вулиця Семена Палія (Сміла)
Вулиця Семена Палія — вулиця у місті Сміла Черкаської області. Довжина вулиці приблизно 150 м. Розпочинається від вул. Незалежності й закінчується перехрестям з вул. Родини Бобринських. Свою назву вулиця отримала на честь полковника Фастівського полку — Семена Палія.

## Історія
Спершу носила назву Любомирська на честь князів Любомирських, які володіли Смілою протягом 75 років (з 1711до 1786 року) та чимало зробили для розвитку та благоустрою міста.